# Штубеије Тиса (Дамбовица)
Штубеије Тиса (рум. Ștubeie Tisa) насеље је у Румунији у округу Дамбовица у општини Ваља Лунга. Oпштина се налази на надморској висини од 368 m.

## Становништво
Према подацима из 2002. године у насељу је живело 472 становника, од којих су сви румунске националности.